# Race Pro
Race Pro lub Racepro – gra komputerowa wyprodukowana przez SimBin Studios i wydana przez Atari w 2009 roku na Xbox 360.

## Rozrywka
Race Pro jest grą z gatunku symulatorów wyścigów. W grze odwzorowane zostały licencjonowane m.in. mistrzostwa World Touring Car Championship, Formuły 3000 i Formuły BMW. Gracz może modyfikować dowolne parametry samochodów i ustawić ułatwienia rozgrywki. Podczas wyścigów obowiązują przepisy a przez ich złamanie gracz otrzymuje kary.
W grze zawarto także tryb gry wieloosobowej, w którym morze wziąć udział 12. graczy.
Gra została opracowana na autorskim silniku graficznym Lizard